# Bomba de nêutrons
A bomba de neutrões (português europeu) ou nêutrons (português brasileiro) é a última variante da bomba atômica. Em geral, é um dispositivo termonuclear pequeno, com corpo de níquel ou cromo, onde os nêutrons gerados na reação de fusão intencionalmente não são absorvidos pelo interior da bomba, mas se permite que escapem. As emanações de raios-X e de nêutrons de alta energia são seu principal mecanismo destrutivo. Os nêutrons são mais penetrantes que outros tipos de radiação, de tal forma que muitos materiais de proteção que bloqueiam raios gama são pouco eficientes contra eles. A bomba de nêutrons tem ação destrutiva apenas sobre organismos vivos, mantendo, por exemplo, a estrutura de uma cidade intacta. Isso pode representar uma vantagem militar, visto que existe a possibilidade de se eliminar os inimigos e apoderar-se de seus recursos.

## A explosão

Reação de implosão no núcleo de uma Bomba atômica

A explosão consiste em uma onda de choque que se espalha na forma de uma esfera com raio crescente. Esta onda de choque nada mais é do que uma oscilação da pressão do ar, ou seja, um aumento seguido de uma diminuição, ambos muitos rápidos. Por exemplo, a uma distância de 1 km, uma explosão de uma bomba atômica (fissão nuclear) de 20 quiloton provoca uma variação na pressão da ordem de uma atmosfera. Isso é suficiente para destruir construções de concreto, como casas e prédios. Uma bomba termonuclear (fusão nuclear), pode chegar a até 10 megaton (= 10 000 quiloton). 1 quiloton significa 1 000 toneladas de explosivo TNT (trinitrotolueno), o que equivale a 1012 calorias, ou 4.184 × 1012 J de energia. A densidade de energia que a onda de choque carrega diminui com o inverso do quadrado da distância (1/r²), por um fator puramente geométrico. A 2 km de distância, a mesma bomba atômica provoca uma onda de choque com uma variação de 0,25 atmosferas, o que é suficiente para destruir casas de madeiras e atirar escombros a mais de 360 km/h.

## A radiação térmica
O outro efeito destruidor das armas nucleares é o calor que ela libera. Este, porém sofre mais diminuição do que a onda de choque. Pois além do fator geométrico 1/r² ainda há a absorção e espalhamento da radiação térmica pelo meio. Mesmo assim, a 2 km de distância, uma bomba atômica de 20 quilotons ainda provoca queimaduras de terceiro grau nas pessoas e é capaz de incendiar materiais inflamáveis como madeira e tecidos. No local da explosão, a bola de fogo se forma tão rapidamente que provoca ventos de 180 a 360 km/h, o que espalha mais ainda o incêndio causado. Este efeito não é uma exclusividade das bombas nucleares. Estas apenas têm uma maior intensidade. Novamente, para se ter uma ideia, com uma única bomba termonuclear (fusão nuclear) é possível, considerando os dois efeitos já descritos, destruir completamente uma área circular com raio de 10 km.
Com uma explosão nuclear, nêutrons e radiação gama são emitidos. Ambos decrescem com 1/r² e a distância na qual são letais é a mesma para as ondas de choque e térmica. Os efeitos desta radiação são o aparecimento de várias doenças, como tipos variados de câncer e modificações genéticas. Estas modificações se devem a troca das bases nitrogenadas na sequência da molécula do DNA (ácido desoxirribonucléico).

## A radiação nuclear direta
Um outro efeito exclusivo de bombas atômicas é devido aos elementos radioativos que são liberados na explosão. Eles são vaporizados devido ao calor liberado e vão para a atmosfera formando nuvens carregadas com elementos radioativos, as chamadas nuvens radioativas. Estas podem circular durante anos. Nas chuvas, estes elementos caem e se infiltram no solo, entrando em contato com o lençol freático. Quando essa água é absorvida pela vegetação, os elementos radiativos vão junto. Em seguida esses elementos podem chegar ao organismo do homem de várias maneiras diferentes. Uma delas é o homem ingerir diretamente alimentos vegetais contaminados. Outra, é o homem comer carne de animais que se alimentaram de vegetação contaminada. Uma vez os elementos estando no corpo humano, ele vai se acumulando, pois não é liberado. Cada elemento pode ter um efeito danoso particular. O 90Sr (estrôncio) por exemplo é muito similar ao cálcio. Devido a isso, ele se acumula facilmente no tecido ósseo do corpo humano. Assim, a pessoa fica com o esqueleto extremamente fraco e debilitado, podendo quebrar algum osso muito facilmente, além de ficar muito propenso a ter câncer nesses tecidos. Eliminando o material físsil de uma bomba termonuclear, é possível fazer uma bomba com uma explosão limpa, que não provocará chuva radioativa no futuro, e seus efeitos nocivos.

## A radiação nuclear indireta
Podemos ainda citar outro efeito exclusivo de bombas nucleares. Além da radiação g, há uma grande emissão de raios X. Essas duas radiações interagem com as moléculas da atmosfera (por efeito Compton e ionização) criando uma grande corrente de elétrons que se espalha a partir do ponto de explosão. Estes elétrons são acelerados pelo campo magnético da Terra gerando ondas eletromagnéticas na forma de um pulso. Tal pulso pode gerar um colapso na rede elétrica de uma cidade impossibilitando qualquer uso de energia elétrica. Esse é o chamado efeito PEM (pulso eletromagnético).

## As Bombas de Neutrões
Uma outra classe de bombas nucleares não apresenta efeitos explosivos, como destruição de construções de concreto, etc. São as bombas de nêutrons. Eliminando o 238U, essas bombas 'reduzem' o seu poder para a faixa dos quilotons. Quando ativadas, elas produzem um intenso feixe de nêutrons, que carregam uma dose letal de radiação. Estima-se que uma bomba de nêutrons de 1 quiloton sujeita o homem, protegido com colete, a uma distância de 1 km a uma dose de 103 rads. Isso é suficiente para matar em um prazo de poucos dias. Essas bombas de nêutrons tiveram um objetivo específico quando projetadas. Por exemplo, se um exército inimigo invadir um território, uma bomba de nêutrons poderia ser detonada, matando todo o contingente inimigo, porém, deixando intacto as construções (prédios, casas, etc.). Pois já que, por outro lado, uma bomba termonuclear normal destruiria todo o território, ao invés de salvá-lo.

## História
A bomba de nêutrons geralmente é creditada a Samuel Cohen do Laboratório Nacional de Lawrence Livermore, que desenvolveu o conceito em 1958. Embora inicialmente contrária pelo Presidente John F. Kennedy, a sua prova foi autorizada e levada a cabo em 1963 em uma instalação de testes subterrânea em Nevada. O seu desenvolvimento foi adiado subseqüentemente pelo Presidente Jimmy Carter em 1978 devido aos protestos partidários contra os planos da sua administração para desenvolver ogivas de combate de nêutrons na Europa. O Presidente Ronald Reagan reiniciou a produção em 1981.
Três tipos foram construídos pelos Estados Unidos: O W66 ogiva de combate para o sistema de míssil anti-ICBM Sprint que foi produzido e desenvolvido na metade dos anos setenta e se encerrou logo depois disso junto com o sistema de míssil. O W70 Mod 3 ogiva de combate foi desenvolvido para o míssil de alcance limitado, tático Lance, e o W79 Mod 0 foi desenvolvido para baterias de artilharia. Os dois tipos posteriores foram encerrados pelo Presidente George Bush (pai) em 1992 devido ao fim da Guerra Fria. O último modelo, W70 Mod 3 ogiva de combate foi desmantelado em 1996, e a última bomba de nêutron restante (W79 Mod 0) foi desmantelada em 2003 quando do desmantelamento de todas as classes de W79 foi completada.
A França testou uma bomba de nêutrons no Atol de Moruroa em 24 de junho de 1980. Armas de radiação ampliadas também foram produzidas pela França nos primeiros anos de 1980, entretanto eles destruíram estas armas depois dessa época. O "Cox Report de 1999" informou que a China poderia produzir bombas de nêutrons, e que Israel desenvolveu bombas de nêutrons em 1996, embora não se conheça nenhum País onde estejam sendo desenvolvidas atualmente tais bombas.

## Avaliação técnica
Uma bomba de nêutrons, ou bomba de radiação aumentada (arma ER), é uma arma de fissão-fusão termonuclear na qual a explosão de nêutrons livres gerada pela reação da fusão Nuclear não é absorvida intencionalmente dentro da arma, mas permitindo o escape. Os espelhos de Raios-X e a armadura da arma são feitas de cromo ou níquel de forma que os nêutrons possam escapar. Compare isto com as bombas de cobalto, também conhecidas como bombas de salto (gatilhos).
Bombas de nêutrons têm baixo rendimento comparadas com outras armas nucleares. Isto é porque os nêutrons são absorvidos pela via aérea, assim uma bomba de nêutrons de “alto rendimento” não poderia irradiar nêutrons além da sua gama de explosão e assim não teria nenhuma vantagem destrutiva sobre uma bomba de hidrogênio normal. Note que usar o rendimento explosivo de uma arma de nêutrons para medir o seu poder destrutivo pode ser enganoso : a maioria dos danos produzidos por uma arma de nêutrons vem da radiação ionizante, não do calor e explosão.
Este intenso estouro de nêutrons de alta-energia é planejado como o mecanismo principal de matar, embora uma ampla quantia de calor e explosão também seja produzida. Uma ideia comum é que uma "bomba de nêutrons deixa a infraestrutura intacta"; porém, projetos atuais têm aumentado no quiloton range (Tabela de Quilotons), cuja detonação poderia causar destruição pesada por explosão e efeitos de calor. Um aumento de um quiloton não é muito para uma arma nuclear, mas é próxima a duas ordens de magnitude (100x) maior que as mais poderosas bombas convencionais. A explosão de uma bomba de nêutrons pode o ser bastante para aniquilar quase toda a estrutura civil dentro da radiação letal percorrida.
Um dos usos para os quais esta arma foi concebida é amplo principalmente como armamento antitanque. Veículos blindados oferecem um grau relativamente alto de proteção contra calor e explosões, os efeitos destrutivos primários libertados por armas nucleares "normais". Isto significa que é esperado que o pessoal militar sobreviva a uma explosão nuclear de pequena intensidade dentro de um tanque, enquanto os veículos NBC dos sistemas de proteção asseguram um grau alto de operabilidade igual em um ambiente de desavença nuclear.
É esperado que as armas de ER possam matar uma porcentagem muito mais alta do pessoal inimigo dentro dos seus tanques libertando uma porcentagem muito mais alta do rendimento total na forma de radiação de nêutrons contra a qual mesmo um tanque blindado não protege muito bem.
O termo " radiação aumentada " só recorre a explosão da radiação de nêutrons liberada no momento da detonação, não para qualquer aumento da radiação residual como efeito colateral.
Uma bomba de nêutrons requer quantias consideráveis de tritium que têm uma meia-vida de 12,3 anos, compondo as dificuldades de armazenamento prolongado. O tritium teria que ser substituído periodicamente, e o tritium anterior ser processado para remover os produtos da sua decadência.

## Táticas das Bombas de Nêutrons
Bombas de nêutrons poderiam ser usadas como armas estratégicas em projéteis anti-balísticos ou como armas táticas direcionadas para o uso contra forças blindadas; na realidade, a bomba de nêutrons foi concebida originalmente como uma arma que poderia parar qualquer divisão blindada da União Soviética em uma invasão na Europa Oriental sem destruir a Europa Ocidental nesse processo.
Como uma arma míssil antibalística, um ogiva de combate ER foi desenvolvida para o sistema de Míssil de curta distância Sprint como parte do Programa de Proteção para proteger as cidades dos Estados Unidos da América e silos de mísseis contra o ataque de ogivas de combate da União Soviética danificando os seus componentes eletrônicos com o intenso fluxo de nêutrons.
Como Bomba Tática atômica, espera-se que bombas de nêutrons matem principalmente os soldados que estejam protegidos através de blindagens. Os Veículos blindados que são extremamente resistentes a explosão e calor produzidos por armas nucleares, assim a gama efetiva de uma arma nuclear contra tanques é determinado pela gama letal da radiação ionizante, embora isto também seja reduzido pela blindagem. Emitindo amplas quantias de radiação letal do tipo mais penetrante, as ogivas de combate ER maximizam a gama letal do rendimento de determinadas ogivas de combate nuclear contra alvos blindados.
Um problema ao se usar a radiação como uma arma anti-pessoal tática é o fato de provocar a morte rápida dos indivíduos em seu alcance, uma dose de radiação que é muitas vezes superior ao nível letal é liberada. Uma dose de radiação de 6 Gy é normalmente considerada letal. Matará pelo menos a metade daqueles que são expostos a isto, mas nenhum efeito é notável durante várias horas. Foram desenvolvidas bombas de nêutrons com a capacidade de 80 Gy para aniquilar os alvos depressa. Uma ogiva de combate ER de 1 quilotonelada de TNT pode fazer isto com a tripulação de um tanque T-72 em um raio de 690 m, comparado a 360 m para uma bomba de fissão Nuclear. Para uma dose de 6 Gy, as distâncias são respectivamente 1 100 m e 700 m, e para soldados desprotegidos as exposições de 6 Gy ocorrem entre 1 350 e 900 metros. O raio letal para bombas de nêutrons táticas excede ao raio letal para as de explosão e calor mesmo para tropas desprotegidas que levam ao provável raciocínio para a ideia que uma bomba de nêutrons destrói somente (?) a vida e não a infraestrutura. Se uma bomba de nêutrons for detonada à altitude correta, níveis mortais de radiação cobririam uma larga área com mínimo calor e efeitos de explosão quando comparados a uma bomba.
O fluxo de nêutrons pode induzir grandes quantias de radioatividade secundária de vida-curta no ambiente da região de alto fluxo perto do ponto de detonação. As ligas usadas em armadura de aço podem desenvolver a radioatividade e isso é perigoso durante 24-48 horas. Um tanque exposto a uma bomba de nêutrons de 1 kt a 690 m ( o raio efetivo para a incapacitação imediata da tripulação ) que seja imediatamente ocupado por uma nova tripulação, submeterá esta a uma dose letal de radiação por 24 horas.
Uma desvantagem importante da arma é que nem todos os atingidos falecerão ou se incapacitarão imediatamente. Depois de um breve período de náuseas, muitos daqueles atingidos com aproximadamente 5-50 Sv de radiação experimentarão uma recuperação temporária (oculta ou" fase de fantasma ambulante") por dias, até duradouras semanas.

## Na cultura popular
- Jack Welch, o anterior CEO da GE, foi apelidado de Jack Nêutron devido ao seu estilo de administração. Expulsava os empregados (fora da companhia) enquanto deixando a estrutura da companhia intacta.
- Natrone Means, jogadora na Liga de Futebol Nacional Americano de 1993 – 2 000, apelidada de " Bomba Natrone ".[10]

## Arte e literatura
- No romance de Frank Herbert Messias de Duna (1969), descreve no futuro para mais de 22 000 anos, uma arma atômica com uma radiação ajustável chamada de queimador de pedras que seria usada em uma tentativa de assassinato.
- No livro de Kurt Vonnegut Deadeye Dick de (1982), uma cidade americana, Cidade de Midland, em Ohio, é despovoada porque uma bomba de nêutrons detona na autoestrada. Todas as estruturas estão intactas, os cidadãos são enterrados sob um estacionamento e a área cercada. Por causa da falta de propriedade, há um diálogo para se utilizar essa área fora cidade como um acampamento para refugiados Haitianos.
- No romance de Richard Ryan Funnelweb (1997), o governo australiano negocia uma bomba de nêutron americana para ser detonada na cidade de Sydney para impedir a infestação de enormes aranhas mutantes. Porém, a explosão não tem efeito nas aranhas que vivem embaixo do chão, enquanto permitindo às gerações posteriores, tornarem-se aranhas mutantes mais fortes
- Em 1979, o artista Chris Burden criou uma montagem de arte chamada A Razão para a Bomba de Nêutrons que consistia de 50.000 moedas de níquel com fósforos colados nelas, organizados em fileiras próximas pelo chão da galeria. Pode ser dito que representavam a força dos 50 000 tanques soviéticos na ocasião.
- Um livro popular sobre o avanço do punk rock nos anos setenta é intitulado na Califórnia de Nós Adquirimos a Bomba de Nêutrons: A História Não contada de L.A. Punk. O próprio título é o nome de uma canção de uma banda de rock punk, the Weirdos, os Estranhos.
- A série de livros de história em quadrinhos O Incrível Hulk caracterizou a" "bomba de raios gama, uma " anti" bomba de nêutrons que destruía edifícios e plantações, mas freqüentemente deixava as pessoas vivas e intactas. Uma experiência com uma bomba de raios gama transformou Bruce Banner no seu alterar-ego de pele-verde.
- No livro popular de David Graham Abaixo da Luz Solar do Mar, durante a nuclear, uma bomba de nêutrons foi usada para atacar Lajes Fields nos Açores, porque o comando soviético queria usar a estação como ponto de reabastecimento durante um ataque convencional na América.
- Na novela de ficção científica de David Lynn Goleman "Evento", o Grupo de Evento usa uma bomba de nêutrons para matar o alien Talkhans depois de debilitá-lo com pó de um lago salgado local.
- No romance “48 horas” por Thom Whittaker, muitas bombas de nêutrons foram reunidas pela Rússia para continuar com o plano deles de dominação mundial, e lançadas por toda parte de uma plataforma espacial russa em alvos nos Estados Unidos da América.

## Filmes e televisão
- No espetáculo de televisão Cinzas para Cinzas o RWF (Rassemblement Wallonie-France, pequeno partido político da Bélgica?) denuncia que o governo estaria a testar uma Bomba de Nêutrons.
- No filme de 2006 Distrito B13, o governo francês tenta detonar uma bomba de nêutrons com uma gama de 4 milhas dentro do Distrito B13 para eliminar as gangues e criminosos da área. Eles parecem estar certos que a bomba não causará nenhum dano colateral e que o distrito será re-habitado dentro de alguns dias. Também é chamada de uma "bomba limpa" devido ao curto prazo do efeito da radiação que produz. Claro que detonam isto no meio de uma cidade mas aparentemente as paredes construídas ao redor do distrito pararão qualquer radiação perdida que possa prejudicar Paris.
- O personagem " J. Frank Parnell (Honesto) " no filme de 1984 Repo Man (O Homem que resgata veículos não pagos – Penhor) de Alex Cox menciona a bomba de nêutrons no curso de justificar lobotomias voluntárias:" O meu amigo fez uma. Desenhista da bomba de nêutrons. Você já ouviu falar da bomba de nêutrons? Destrói as pessoas - deixa intacto os edifícios. Adequado para caber em uma mala. É tão pequeno, ninguém sabe que está lá até - BLAMM. Os olhos derretem, a pele explode, todo o mundo morre. Tão imoral, trabalhando nas coisas que podem te tornar furioso. Isso é o que aconteceu com este meu amigo. Assim ele teve uma lobotomia. Agora ele está bem novamente." A liberação do DVD contém metragem de Alex Cox entrevistando, assistindo então o Repo Man com físico nuclear Samuel Cohen, inventor da ogiva de combate W70. Cohen menciona isto como sendo um dos seus filmes favoritos.
- No episódio de Os Simpsons " Casa da Árvore dos Horrores VIII", a França usa um bomba de nêutrons de 6-megaton para aniquilar Springfield, deixando a cidade intacta mas os seus residentes reduzidos a esqueletos carbonizados. O botão de lançamento francês é pintado como Le Bombe Nêutron. A bomba se parece com um processador da Intel.
- No filme de 1987, Robocop, um noticiário na televisão informa uma bomba de nêutrons feita na França, de 3-megaton que a elite governante branca sitiada na " cidade-estado " de Pretória está preparando para ser usada como última linha de defesa.
- No seriado Doutor Who Os Daleks (1963-64), foram utilizadas extensivamente bombas de nêutrons na guerra entre Dals e Thals, muitas centenas de anos anteriores à História da Humanidade.
- No episódio Blake´s 7 Contagem regressiva, uma arma cujos efeitos são bem parecidos a detonação de uma bomba de nêutrons é usada pela Federação para aumentar o seu poderio em um planeta rebelde.
- No episódio de Ultraman Tiga "Ultraman Tiga: Estrela dos Dinossauros" (1996), o dois Weaponizers têm cada um a metade de uma bomba de nêutrons dentro deles, capaz de matar toda a vida na Terra quando fossem reunidos.
- Em Alias no segundo episódio da temporada, um dos artefatos de Rambaldi é uma bomba de nêutrons reutilizável.
- Graham Chapman de Monty Python faz um personagem de um famoso jogador conhecido como “Sr. Nêutron.” Como insinua o locutor, sempre havia uma ameaça nuclear quando Sr. Nêutron estava na cidade: "Sr. Nêutron! O homem cujo poder incrível fazia a maioria dos homens de todos os tempos tremerem … aguarda o seu momento para destruir este pequeno mundo totalmente!" Data de exibição original: 28 de Novembro de 1974 (Temporada 4, Episódio 5).
- São mencionadas bombas de nêutrons em vários episódios das séries de televisão de ficção científica Andromeda (série). Por exemplo, uma Princesa Nietzschiana planeja aniquilar uma importante cidade usando uma pequena bomba de nêutron de bolso.
- Na série de ficção científica Deathlands, os personagens encontram freqüentemente os restos de cidades que permaneceram mais intactas, e a sobrevivência delas foi atribuída ao uso de bombas de nêutrons que mataram a população e pouparam os edifícios.
- Na série pós-apocalíptica O Guerreiro do Dia do Juízo Universal, a KGB principalmente usa bombas de nêutrons para destruir as instalações americanas no exterior que eles descobrem.
- Trabalhando no bunker de uma usina nuclear a 600 pés debaixo da terra, Olga e Parker, na série de TV Seven Dias, são poupados dos efeitos de uma explosão de uma bomba de nêutrons aumentada que evapora toda a vida animal no planeta.
- No filme de 1987 Norwegian Etter Rubicon (Depois de Rubicon), uma granada de nêutrons é detonada quando um veículo do exército dos EUAs bate durante um exercício da OTAN, causando o que (no princípio) acreditava-se ser uma doença misteriosa. O assunto principal do filme porém, era o possível conflito entre a Noruega como uma zona " Sem Usinas nucleares " e tendo os E.U.A. como um aliado.
- No TBS Superstation de Walter Klenhard de 2002, filme de TV Original Desaparecimento a Bomba de Nêutrons é citada como uma pista sobre o que poderia ter acontecido à estranha cidade de Weaver.
- Em Os Limites Exteriores, temporada de 1996, 2.ª episódio The Light Brigade, um cruzador Humano, atarefado com uma missão para destruir a terra natal inimiga na guerra inter-estelar, é abatido pela radiação de uma bomba de nêutrons alien que mata a maioria da tripulação. Os únicos sobreviventes são um pequeno número de homens no lado oposto da explosão na espaçonave, que no entanto percebem que receberam uma dose letal, se não imediatamente fatal.
- Na minissérie de televisão de 1980 " As Crônicas Marcianas " (adaptação do livro The Martian Chronicles), a Terra é devastada por uma guerra nuclear na qual foram usadas bombas de nêutrons.
- Na novela Kubanacan, é citada a bomba Fênix, capaz de matar pessoas e deixar as estruturas intactas, claramente inspirada na bomba de Neutrons.
- A ideia de uma bomba seletiva-destrutiva foi parodiada na comédia cinematográfica de espionagem A Bomba Nua (The Nude Bomb, de 1980), baseada na famosa série de TV Agente 86. No filme, uma força terrorista utilizou a 'bomba' do título para destruir somente as vestimentas, não causando nenhum outro dano, mas deixando quem estivesse na zona de efeito completamente nu.
- Jericho é um seriado americano em formato de drama que centrava nos residentes de Jericho, Kansas como resultado de ataques nucleares contíguos em 23 cidades principais nos Estados Unidos da América, possivelmente por bombas de nêutrons devido ao seu tamanho reduzido. Produzido pela Rede Televisão CBS Paramount, com produtores executivos Jon Turteltaub, Stephen Chbosky e Carol Barbee, o seriado foi difundido em mais de 30 Países. Foi exibido na CBS de 20 de Setembro de 2006 a 25 de Março de 2008. Foi cancelado inicialmente depois de sua primeira temporada cheia devido a pobres avaliações [definições grosseira de como sobreviver a um ataque nuclear maciço]. Enquanto uma campanha dos fãs pôde convencer a CBS a produzir mais sete episódios para uma segunda temporada, que foi cancelada uma segunda vez por fugir do enredo inicial e que como LOST deixou todos “ perdidos ”.

## Música
- A banda Capital Inicial tem uma canção chamada "Fátima" onde cita: "E as ameaças de ataque nuclear/ Bombas de nêutrons não foi Deus quem fez/ Alguém... alguém um dia vai se vingar/ Vocês são vermes e pensam que são reis".
- A música "caminho suicida" da banda de punk rock paulista Olho Seco, contém a frase " A Bomba de Nêutrons é muito avançada pra minha cabeça!"

## Videogames
- Nas séries de jogos de estratégia para PCs o Mestre de Orion, uma arma chamada a Bomba de Nêutrons é um dispositivo de bombardeio alto-bônus do espaço-para-chão para destruir as defesas planetárias e a população. Também pode ser usado em combate de espaçonave-para-espaçonave por bombardeiros e lutadores pesados. Não tem nenhuma propriedade antipessoal especial. São melhor representados os efeitos das bombas de nêutrons em jogo no mundo-real pelo Nêutron Blaster, Raio de Transição, Esporo de Transição, e armas Bio-Terminator.
- No jogo de cartão colecionáveis Shadowfist há um cartão chamado Bomba de Nêutrons que mata todos os personagens no jogo.
- No jogo da Playstation Castlevania: Symphony of the Night há um artigo de uso chamado a Bomba de Nêutrons que causa grande dano para todos os inimigos na tela
- No jogo de estratégia para PC Comando & Conquista: Generais - Hora Zero (Command & Conquer: Generals - Zero Hour) as forças chinesas têm acesso a bombas e minas de nêutrons. Elas são usadas para matar a infantaria inimiga e incapacitar veículos inimigos matando as suas tropas.
- No Jogo do PSP Metal Gear Solid 2, "Metal Gear Chaioth Ha Qadesh" tem a habilidade de lançarem Bombas de Nêutron como sua arma principal.
- No jogo para PC Soldier of Fortune, Membro do grupo terrorista" A Ordem" está tentando criar uma bomba de nêutrons para aniquilar a sede da ONU em Nova Iorque.
- No MMORPGs City of Heroes e City of Villains, o poder da Bomba de Nêutrons está disponível para os personagens com o poder de Radiação Dinamite.
- Na expansão para o jogo de tabuleiro Supremacia, Bombas de Nêutrons estão disponíveis para as superpotências usarem.
- No jogo de estratégia para PC Aniquilação Total, as forças Core têm acesso a um lançador de Míssil de Nêutrons que destrói todas as unidades na área de alcance do projétil, enquanto deixando os edifícios incólumes.
- No texto base do jogo MMORPG Área de Combate, o jogador pode construir a bomba de nêutrons.
- No jogo do Nintendo 64 Perfect Dark, o jogador pode destrancar uma granada de mão como dispositivo chamado de ' N-bomba ', descrito como uma Arma de Nêutrons que desarma e eventualmente mata qualquer um dentro do seu raio de explosão.